# 安徽省运动会
安徽省运动会是由安徽省政府主办，安徽省体育局、安徽省教育厅与举办地市政府共同承办综合性运动会，每四年举办一届，也是安徽省规格最高的运动会。首届省运会于1959年在省会合肥举办。

## 历届运会举办情况
| 屆數     | 舉辦時間                 | 舉辦地 | 备注               |
| -------- | ------------------------ | ------ | ------------------ |
| 第一屆   | 1959年4月28日至5月8日    | 合肥   | 1955名运动员参赛   |
| 第二屆   | 1960年10月2日至11月8日   | 合肥   |                    |
| 第三屆   | 1974年7月5日至9月27日    | 合肥   |                    |
| 第四屆   | 1979年4月1日至5月1日     | 合肥   |                    |
| 第五屆   | 1982年8月1日至9月26日    | 合肥   |                    |
| 第六屆   | 1986年9月7日             | 蚌埠   | 6000多名运动员参赛 |
| 第七屆   | 1992年8月10日至9月29日   | 合肥   |                    |
| 第八屆   | 1996年9月16日至9月26日   | 马鞍山 |                    |
| 第九屆   | 2000年10月18日至10月28日 | 合肥   |                    |
| 第十屆   | 2002年10月13日至10月19日 | 芜湖   |                    |
| 第十一屆 | 2006年10月16日至10月25日 | 合肥   |                    |
| 第十二屆 | 2010年10月11日至10月21日 | 淮南   |                    |
| 第十三屆 | 2014年10月12日至10月21日 | 安庆   |                    |
| 第十四屆 | 2018年10月16日至10月24日 | 蚌埠   |                    |
| 第十五屆 | 2022年                   | 滁州   |                    |